# Hans-Wilhelm Koepcke
Hans-Wilhelm Koepcke (* 23. Juni 1914 im Landkreis Saatzig, Pommern; † 21. November 2000 in Gauting bei München) war ein deutscher Zoologe, Ornithologe, Herpetologe und Hochschullehrer.

## Leben
Koepcke studierte Naturwissenschaften an der Christian-Albrechts-Universität zu Kiel. Schon nach dem zweiten Semester musste er das Studium unterbrechen um Wehrdienst zu leisten. Noch während des Zweiten Weltkrieges wurde er im Zoologischen Institut in Kiel zur Verwaltung einer Assistentenstelle angestellt. Er wurde 1947 dort mit der Dissertation Über das Zeichnungsmuster einiger Idotea-Arten  (Asseln) promoviert.
In den Nachkriegswirren ging er 1948 zu Fuß quer durch Europa um nach Peru zu gelangen. Auf abenteuerliche Weise gelangte er ohne Reisepass, als blinder Passagier auf einem Frachter in einer Ladung Salz eingegraben, nach Brasilien und durchquerte – wieder zu Fuß – den riesigen Kontinent um schließlich nach Lima in Peru zu gelangen, wo er dann am Museo de Historia Natural der Universidad Nacional Mayor de San Marcos in Lima arbeitete. 1950 heiratete er die Ornithologin Maria Koepcke, geborene von Mikulicz-Radecki, die er während des Studiums in Kiel kennengelernt hatte und die ihm nach Peru gefolgt war. 1954 wurde die Tochter Juliane geboren. Maria und Hans-Wilhelm Koepcke arbeiteten eng zusammen und publizierten gemeinsam, wobei sich Maria Koepcke auf die Ornithologie und ihr Mann auf die Fauna Perus spezialisierte. Zu ihren gemeinsamen Veröffentlichungen gehörten Las Aves de Importancia Económica del Perú, die zwischen 1963 und 1971 vom peruanischen Landwirtschaftsministerium herausgegeben wurden. 1957 habilitierte Koepcke in Hamburg mit der Schrift Synökologische Studien an der Westseite der peruanischen Anden.
Maria und Hans-Wilhelm Koepcke unterhielten in Miraflores, einem Stadtteil von Lima eine kleine Villa, genannt „Humboldthaus“, die als Stützpunkt und Treffpunkt für viele Wissenschaftler diente, die Fauna und Flora von Südamerika untersuchten. Über 150 Forschungsprojekte konnten dadurch unterstützt werden. Unter anderem wurde auch die Erforschung der Herpetofauna von Peru stark unterstützt.
1968 gründeten Maria und Hans-Wilhelm Koepcke am Río Llullapichis die Forschungsstation „Panguana“, benannt nach dem damals dort häufigen Steißhuhn (Crypturellus undulatus). Zwischen 1959 und 1962 gab Koepcke mit Erich Titschack in Jena die Beiträge zur neotropischen Fauna heraus. Seine Frau starb am 24. Dezember 1971 beim Absturz von LANSA-Flug 508, die Tochter Juliane war die einzige Überlebende des Absturzes mit 91 Todesopfern. Sein Hauptwerk ist die zweibändige Schrift Die Lebensformen. Grundlagen zu einer universell gültigen biologischen  Theorie, die 1973 und 1974 erschienen. 1974 kehrte Koepcke nach Deutschland zurück. Er arbeitete beim Zoologischen Museum der Universität Hamburg und lehrte Zoologie. Zudem war er von 1974 bis 1981 Kurator der herpetologischen Sammlung. Koepcke starb 2000. Seine Tochter übernahm die Leitung der Forschungsstation „Panguana“.

## Schriften
Monografien
- Die Lebensformen.  Grundlagen zu einer universell gültigen biologischen Theorie, Band 1 Goecke und Evers, Krefeld 1973, ISBN 3-87263-016-4
- Die Lebensformen.  Grundlagen zu einer universell gültigen biologischen Theorie. Band 2, Goecke und Evers, Krefeld 1974, ISBN 3-87263-020-2
- Über die möglichen Formen des Lebens auf anderen Planeten. Goecke und Evers, Krefeld 1975, ISBN 3-87263-022-9

Herausgeberschaften
mit Erich Titschack:  Beiträge zur neotropischen Fauna. VEB G. Fischer, Jena 1956–1962